# Voznica
Voznica este o comună slovacă, aflată în districtul Žarnovica din regiunea Banská Bystrica. Localitatea se află la altitudinea de 220 m deasupra n.m., se întinde pe o suprafață de 17,18 km2 și în 2017 număra 653 de locuitori.

## Istoric
Localitatea Voznica este atestată documentar din 1075.

## Demografie
| An:                | 1994 | 2004   | 2014   | 2024   |
| ------------------ | ---- | ------ | ------ | ------ |
| Număr de persoane: | 620  | 653    | 650    | 640    |
| Diferență:         |      | +5,32% | −0,45% | −1,53% |

| An:                | 2023 | 2024 |
| ------------------ | ---- | ---- |
| Număr de persoane: | 640  | 640  |
| Diferență:         |      | +0%  |